# Дуфекси, Стелла
Стелла Дуфекси (греч.  Στέλλα Ντουφεξή, нем.  Stella Doufexis, 15 апреля 1968, Франкфурт-на-Майне — 15 декабря 2015, Берлин) — немецкая и греческая оперная и концертная певица в вокальном диапазоне меццо-сопрано.
В русской музыкальной литературе, также как в немецкой и англоязычной, именуется Стелла Дуфексис.

## Биография
Стелла — дочь греческого театрального и оперного режиссёра Ставроса Дуфексиса (род.1933) и немки.
Училась пению в Берлинской высшей школе музыки у Ingrid Figur.
Училась также в классах А. Риберта, Д. Фишера-Дискау.
Завершила своё образование с английской контральто А. Рейнольдс.
С 1995 по 1997 год она была членом ансамбля городского театра города Гейдельберга.
Гастролировала в Мюнхене, Зальцбурге, Барселоне, Франкфурте, Штутгарте и Брюсселе.
В 2005 году стала постоянным членом Комише опер Берлина.
Согласно изданию Международной ассоциации защиты
наследия Бенедикта XVI, в январе 2009 года "немецкая гречанка" Стелла Дуфексис солировала в зале Сикстинской капеллы Ватикана, выступая перед Папой, в сопровождении хора Regensburger Domspatzen.
В июне 2009 года Стелла пела в Гамлете композитора Christian Jost, а затем в Grand Théâtre de Genève в опере Сказки Гофмана Жака Оффенбаха (2012).
Стелла Дуфекси стала известной оперной и концертной певицей.
Она выступала на фестивалях Люцерна и Берлина, Шуберта, фестивале фортепиано Рура, Альдебурга, Иерусалима, Бетховена в Бонне и др. Выступала с концертами в Барселоне, Зальцбурге, Берлине, Лондоне, Париже, Москве и Вашингтоне.
В её репертуаре были песни Ф.Шуберта, Равеля, Скарлатти, П. Корнелиуса, А. Шёнберга, Р. Штрауса, Ф. Пуленка и др.
Работала с известными дирижёрами К. Аббадо, Б. Хайтинком, З. Мета, К. Нагано, К. Мазуром, Г. Риллингом, А. Болтоном, С. Рэттлом, и К. Р. Сент-Клером.
Стелла Дуфекси жила в Берлине и была замужем за композитором и дирижёром Christian Jost.
С октября 2014 года преподавала в университетах.
Её последним выступлением в Греции стало её персональное представление в мае 2014 года в афинском «Мегарон» под заголовком «Весення ночь», посвящённое композиторам романтической и пост-романтической эпохи.
Она умерла после продолжительной болезни 15.12.2015 в Берлине.